# Bruno Saltor
Bruno Saltor Grau (ur. 1 października 1980 roku w El Masnou, Katalonia) – hiszpański piłkarz, grał na pozycji obrońcy.
Swoją karierę rozpoczął w 2000 roku, kiedy to grał dla rezerwowego zespołu Espanyolu Barcelona (RCD Espanyol B). Rok później, w 2001 roku przeszedł do Gimnàsticu de Tarragona. W barwach tej drużyny rozegrał 14 spotkań. W 2002 roku Saltor powrócił do Espanyolu B, a w 2003 roku przeszedł do UE Lleida. W tym klubie grał 3 lata, do 2006 roku. Rozegrał w nim 76 spotkań, nie strzelając w nich żadnej bramki. W 2006 roku Bruno Saltor przeszedł do Union Deportiva Almería. Był podstawowym zawodnikiem tego klubu, po czym latem 2009 roku podpisał 3-letni kontrakt z Valencią. W 2012 r. przeszedł do  Brighton & Hove Albion na zasadzie wolnego transferu. 10 maja 2019 roku zakończył karierę piłkarską.